# Laura Kraut
Pour les articles homonymes, voir Kraut.
Laura Kraut, née le 14 novembre 1965 à Camden, est une cavalière de saut d'obstacles américaine.
Elle gagne une étape du Global Champions Tour en Suisse avec Cedric en 2012.

## Palmarès mondial
- 2006 : médaille d'argent par équipe aux Jeux équestres mondiaux d'Aix-la-Chapelle avec Miss Independent.
- 2008 : 
  - médaille d'or en individuel à l'Olympia International Horse Show (Londres) avec Miss Independent.
  - médaille d'or par équipe aux Jeux olympiques d'été de 2008 de Pékin
- 2010 : vainqueur des Grand Prix Global Champions Tour des CSI-5* de Chantilly et Valkenswaard (Pays-Bas) avec Cedric.